# Stammstrecke (S-Bahn München)
Koordinaten: 48° 8′ 8,6″ N, 11° 32′ 44,2″ O
| Karte der Stammstrecke |                                                                  |                                              |                                              |
| Streckennummer (DB): | 5540 (München-Pasing–München Hbf) 5550 (München Hbf–München Ost) |                                              |                                              |
| Kursbuchstrecke (DB): | 999                                                              |                                              |                                              |
| Streckenlänge: | 11,403 km                                                        |                                              |                                              |
| Spurweite: | 1435 mm (Normalspur)                                             |                                              |                                              |
| Streckenklasse: | D4                                                               |                                              |                                              |
| Stromsystem: | 15 kV 16,7 Hz ~                                                  |                                              |                                              |
| Maximale Neigung: | 32 ‰                                                             |                                              |                                              |
| Minimaler Radius: | 285 m (Ausnahmewert) Regelwert: über 350 m                       |                                              |                                              |
| Streckengeschwindigkeit: | 120 km/h Tunnel: 60 km/h, mit LZB 80 km/h                        |                                              |                                              |
| Zugbeeinflussung: | PZB, LZB                                                         |                                              |                                              |
| Zweigleisigkeit: | durchgehend                                                      |                                              |                                              |
| |                                                                  |                                              |                                              |
| \| \| \| von Gauting, von Herrsching \| \| \| \| \| von Buchloe \| \| \| \| \| von Mammendorf \| \| \| \| 7,390 \| München-Pasing \| München-Pasing \| \| \| \| Bahnstrecke München–Augsburg \| \| \| \| 5,100 \| Bahnstrecke München–Treuchtlingen \| Bahnstrecke München–Treuchtlingen \| \| \| \| Bahnstrecke München–Regensburg \| \| \| \| \| von Petershausen \| \| \| \| 4,110 \| München-Laim Pbf \| München-Laim Pbf \| \| \| \| nach München Leuchtenbergring (geplant) \| \| \| \| 3,170 \| München Süd–München-Laim Rbf (75 m) \| München Süd–München-Laim Rbf (75 m) \| \| \| 2,965 \| München-Hirschgarten (seit 2009) \| München-Hirschgarten (seit 2009) \| \| \| \| von Lenggries \| \| \| \| 1,648 \| München Donnersbergerbrücke \| München Donnersbergerbrücke \| \| \| \| nach München Hbf \| \| \| \| 0,8+0,00,6+216 \| (Überlänge 16 m) \| (Überlänge 16 m) \| \| \| 0,6+197 \| München Hackerbrücke \| München Hackerbrücke \| \| \| 0,530 \| Westportal der Tunnelstrecke \| Westportal der Tunnelstrecke \| \| \| 0,000 \| München Hbf tief (Streckenwechsel 5540/5550) \| München Hbf tief (Streckenwechsel 5540/5550) \| \| \| 0,522 \| München Karlsplatz \| München Karlsplatz \| \| \| 1,270 \| München Marienplatz \| München Marienplatz \| \| \| 2,003 \| München Isartor \| München Isartor \| \| \| \| Isar \| \| \| \| 2,946 \| München Rosenheimer Platz \| München Rosenheimer Platz \| \| \| 3,813 \| Ostportal der Tunnelstrecke \| Ostportal der Tunnelstrecke \| \| \| \| von Deisenhofen \| \| \| \| \| von München Hbf (Südring) \| \| \| \| 4,013 \| München Ost Pbf \| München Ost Pbf \| \| \| \| zum Bw Steinhausen \| \| \| \| \| nach Simbach, nach Rosenheim, zum Flughafen \| \| \| \| \| \| \| \| Quellen: [2][3][4][5] \| \| \| \| |                                                                  |                                              |                                              |
| Strecke |                                                                  | von Gauting, von Herrsching                  | von Gauting, von Herrsching                  |
| Abzweig geradeaus und von links |                                                                  | von Buchloe                                  | von Buchloe                                  |
| Abzweig geradeaus und von links |                                                                  | von Mammendorf                               | von Mammendorf                               |
| Bahnhof | 7,390                                                            | München-Pasing                               | München-Pasing                               |
| Kreuzung Anfang Hochstrecke |                                                                  | Bahnstrecke München–Augsburg                 | Bahnstrecke München–Augsburg                 |
| Kreuzung | 5,100                                                            | Bahnstrecke München–Treuchtlingen            | Bahnstrecke München–Treuchtlingen            |
| Kreuzung Ende Hochstrecke |                                                                  | Bahnstrecke München–Regensburg               | Bahnstrecke München–Regensburg               |
| Abzweig geradeaus und von links |                                                                  | von Petershausen                             | von Petershausen                             |
| Bahnhof | 4,110                                                            | München-Laim Pbf                             | München-Laim Pbf                             |
| Abzweig geradeaus und ehemals nach links |                                                                  | nach München Leuchtenbergring (geplant)      | nach München Leuchtenbergring (geplant)      |
| Kreuzung geradeaus oben | 3,170                                                            | München Süd–München-Laim Rbf (75 m)          | München Süd–München-Laim Rbf (75 m)          |
| Bahnhof | 2,965                                                            | München-Hirschgarten (seit 2009)             | München-Hirschgarten (seit 2009)             |
| Abzweig geradeaus und von rechts |                                                                  | von Lenggries                                | von Lenggries                                |
| Bahnhof | 1,648                                                            | München Donnersbergerbrücke                  | München Donnersbergerbrücke                  |
| Abzweig geradeaus und nach rechts |                                                                  | nach München Hbf                             | nach München Hbf                             |
| Kilometer-Wechsel | 0,8+0,00,6+216                                                   | (Überlänge 16 m)                             | (Überlänge 16 m)                             |
| Bahnhof | 0,6+197                                                          | München Hackerbrücke                         | München Hackerbrücke                         |
| Tunnelanfang | 0,530                                                            | Westportal der Tunnelstrecke                 | Westportal der Tunnelstrecke                 |
| Haltepunkt / Haltestelle (im Tunnel) | 0,000                                                            | München Hbf tief (Streckenwechsel 5540/5550) | München Hbf tief (Streckenwechsel 5540/5550) |
| Haltepunkt / Haltestelle (im Tunnel) | 0,522                                                            | München Karlsplatz                           | München Karlsplatz                           |
| Haltepunkt / Haltestelle (im Tunnel) | 1,270                                                            | München Marienplatz                          | München Marienplatz                          |
| Bahnhof (im Tunnel) | 2,003                                                            | München Isartor                              | München Isartor                              |
| Strecke unter Wasserlauf (im Tunnel) |                                                                  | Isar                                         | Isar                                         |
| Haltepunkt / Haltestelle (im Tunnel) | 2,946                                                            | München Rosenheimer Platz                    | München Rosenheimer Platz                    |
| Tunnelende | 3,813                                                            | Ostportal der Tunnelstrecke                  | Ostportal der Tunnelstrecke                  |
| Abzweig geradeaus und von rechts |                                                                  | von Deisenhofen                              | von Deisenhofen                              |
| Abzweig geradeaus und von rechts |                                                                  | von München Hbf (Südring)                    | von München Hbf (Südring)                    |
| Bahnhof | 4,013                                                            | München Ost Pbf                              | München Ost Pbf                              |
| Abzweig geradeaus und nach links |                                                                  | zum Bw Steinhausen                           | zum Bw Steinhausen                           |
| Strecke |                                                                  | nach Simbach, nach Rosenheim, zum Flughafen  | nach Simbach, nach Rosenheim, zum Flughafen  |
| |                                                                  |                                              |                                              |
| Quellen: |                                                                  |                                              |                                              |

Die S-Bahn-Stammstrecke München (früher auch V-Bahn bzw. Verbindungsbahn) ist eine elf km lange West-Ost-Verbindung der DB InfraGO zwischen Bahnhof Pasing und dem Ostbahnhof in München. Die Bahnstrecke wird ausschließlich von der S-Bahn München genutzt. Kernstück ist ein 4,343 km langer Tunnel zwischen Hackerbrücke und dem Ostbahnhof unter der Münchner Innenstadt, der am 28. April 1972 eröffnet wurde. Der westliche oberirdische Teil der Stammstrecke ging aus der von 1894 bis 1895 errichteten Vorortbahn vom Hauptbahnhof nach Pasing hervor.
Mit Ausnahme der S 7 und der S 20 verkehren alle S-Bahn-Linien mindestens über einen Teil dieser Strecke. Bis Dezember 2024 war die Strecke mit 30 Zügen pro Stunde je Richtung auf der Tunnelstrecke während der Hauptverkehrszeit die meistbefahrene zweigleisige Eisenbahnstrecke Deutschlands. Nach Einschätzung der Deutschen Bahn ist die Strecke einer der größten Engpässe im Netz des Unternehmens.
Seit April 2017 wird an der Zweiten Stammstrecke gebaut.

## Geschichte

### Vorortbahn
Zur Trennung des Fern- und Vorortverkehrs begannen die Königlich Bayerischen Staatseisenbahnen Anfang der 1890er Jahre mit der Errichtung eigener Vorortgleise im Zulauf auf den Münchner Centralbahnhof. Am 30. August 1894 ging die zweigleisige Vorortbahn vom Starnberger Flügelbahnhof des Centralbahnhofs zum neu errichteten Personenbahnhof Laim mit einer Länge von 4,11 km in Betrieb. Zum 1. Mai 1895 nahmen die Bayerischen Staatsbahnen die ebenfalls zweigleisige 3,10 km lange Verlängerung der Vorortbahn bis zum Bahnhof Pasing in Betrieb. Zwischen dem Centralbahnhof und Laim wurde am 1. September 1895 südlich der Centralwerkstätte München der neue Haltepunkt München Centralwerkstätte eröffnet, der 1920 den Namen München Hauptwerkstätte erhielt.
Zum 1. Mai 1900 verlängerten die Bayerischen Staatsbahnen die Vorortbahn parallel zur Bahnstrecke München–Starnberg von Pasing nach Planegg und zum 1. Oktober 1902 weiter bis Gauting.
Im Zuge der Elektrifizierung des Bahnknotens München nahm die Deutsche Reichsbahn am 16. März 1925 den elektrischen Betrieb auf der Vorortbahn von München Hauptbahnhof bis Gauting auf.
Ab Ende der 1960er Jahre wurde die Vorortbahn zwischen der Hackerbrücke und dem Bahnhof Pasing für den geplanten S-Bahn-Betrieb zum westlichen Abschnitt der Stammstrecke ausgebaut. Die Stationen Laim und Hauptwerkstätte wurden mit neuen 76 cm hohen Bahnsteigen ausgerüstet und der Haltepunkt Hauptwerkstätte zum 23. Mai 1971 in München Donnersbergerbrücke umbenannt. Die Deutsche Bundesbahn errichtete bis April 1972 Verbindungsstrecken zu den Bahnstrecken München–Treuchtlingen und München–Regensburg, die am auf drei Gleise erweiterten Personenbahnhof Laim von der Stammstrecke abzweigten. Vor dem westlichen Tunneleingang entstand der neue S-Bahnhof München Hackerbrücke. Die Trasse der alten oberirdischen Einführung der Vorortbahn in den Starnberger Flügelbahnhof ist seit 1981 Teil der Bahnstrecke München–Lenggries.

### Planung und Bau des Stammstreckentunnels
Bereits vor dem Zweiten Weltkrieg gab es Pläne der Reichsbahn, den Hauptbahnhof mit dem Ostbahnhof durch eine Tunnelstrecke und eine Brücke über die Isar zu verbinden.
Diese Pläne wurden ab 1954 durch die Bundesbahn wiederaufgenommen. Nachdem es Ideen für eine Ost-West-Unterpflasterbahn gab, veröffentlichte die Bundesbahn am 1. November 1955 ein Gutachten, das die S-Bahn favorisierte. 1959 verkündete man, einen 4,2 km langen Tunnel – die Verbindungsbahn, abgekürzt als V-Bahn – zu planen. Diese sollte wie schon von der Reichsbahn geplant vom Ost- zum Hauptbahnhof ausgeführt werden. Auch die im Jahr 1959 beauftragte Prüfungskommission kam 1963 zum Ergebnis, dass die Trasse für die geplante Verbindungsbahn der Deutschen Bundesbahn übergeben werden sollte. Eine Nord-Süd-Tunnelstrecke der U-Bahn sollte am Marienplatz an die Verbindungsbahn anschließen. In einem Stadtratsbeschluss wurden am 10. Juli 1963 der Bau der Verbindungsbahn und am 29. Januar 1964 der Bau einer anschließenden Untergrundbahn bewilligt.
Am 16. September 1965 schlossen der Bund, der Freistaat Bayern, die Landeshauptstadt München und die Deutsche Bundesbahn den Vertrag über Finanzierung und Bau der S-Bahn München, einschließlich der Stammstrecke. Nachdem am 26. April 1966 die Olympischen Sommerspiele 1972 an München vergeben wurden, standen die Bauarbeiten unter enormem Zeitdruck. Der vier Kilometer lange Stammstreckentunnel musste für die Olympischen Spiele in München, also binnen sechs Jahren, einsatzfähig sein.
Am 15. Juni 1966 wurde der erste Rammstoß zum Bau des Stammstreckentunnels anlässlich des Beginns des Münchner S-Bahn-Baus in der Arnulfstraße gegenüber dem Starnberger Flügelbahnhof getätigt. Zuvor wurden die ab 1963 von der Deutschen Bundesbahn getätigten Planungen fertiggestellt. In der Bauzeit wurden monatlich ungefähr zwei Millionen D-Mark zum Bau des Tunnels aufgebracht. Die Stammstrecke wurde in acht Baulose aufgeteilt. Insgesamt wurden 200 bis zu 50 Meter tiefe Bohrungen durchgeführt, die sich in einem Abstand von 25 Metern befinden. Zusätzlich mussten während des Baus der Grundwasserspiegel von 330 Grundwasserpegeln kontrolliert werden. Die Abschnitte Hackerbrücke–Karlsplatz und Ostbahnhof–Rosenheimer Platz wurden in offener Bauweise mit Trägern und Schlitzwänden erbaut. Die Isar sowie einige Gebäude im Baulos 7 wurde mit Hilfe eines Schildvortriebs unterquert, sodass keine Baugruben notwendig waren. Da der Grundwasserspiegel in München relativ hoch ist, mussten die restlichen Abschnitte zwischen Isartor und Karlsplatz (Stachus) in geschlossener Bauweise ausgeführt werden, um ein Eindringen des Grundwassers zu verhindern. Die S-Bahnhöfe am Karlsplatz und am Marienplatz wurden gemeinsam mit den U-Bahnhöfen von der Landeshauptstadt München errichtet. Vor und nach der Isarunterquerung wurde jeweils ein Wehrkammertor mit einem Gewicht von 25 Tonnen eingebaut, um bei Wassereinbruch ein Überfluten der restlichen Stammstrecken sowie der ersten Stammstrecke der U-Bahn zu verhindern. Die Tunnelbahnhöfe wurden zur besseren Erkennung in fünf verschiedenen Farben ausgeführt. Die Bahnsteighöhe mit 95 Zentimetern machte einen höhengleichen Zugang in die S-Bahn-Züge möglich.
Die Baukosten des Stammstreckentunnels wurden im Mai 1969 auf 358 Millionen DM geschätzt. Der Bau der Stammstrecke kostete am Ende gut 900 Millionen DM. Bezieht man Inflation und Währungsumstellung mit ein, entspricht das etwa anderthalb Milliarden Euro im Jahr 2018.
Am 25. Februar 1971 wurde das Richtfest in der Tunnelröhre der Stammstrecke gefeiert. Nach einigen Probefahrten fand am 28. April 1972 die offizielle Eröffnung des Tunnels statt. Am selben Tag wurden als Probebetrieb Pendelfahrten zwischen Haupt- und Ostbahnhof mit den neuen Fahrzeugen der Baureihe 420 eingeführt. Ab dem 1. Mai 1972 fuhren die Pendelzüge bis zur Hackerbrücke.

### S-Bahn-Betrieb
Am 28. Mai 1972 wurde der reguläre Betrieb auf der Stammstrecke und im gesamten S-Bahn-Netz aufgenommen. Zunächst konnte aufgrund Fahrzeugmangels nur ein 40-Minuten-Takt auf den Linien der Außenäste angeboten werden, der abschnittsweise auf 20 Minuten verdichtet wurde.
Drei Monate nach der Premierenfahrt 1972 eröffnete der damalige deutsche Bundespräsident Gustav Heinemann die Olympischen Sommerspiele 1972 in München. Während der Spiele wurden zusätzlich zu den bestehenden S-Bahn-Linien zwei Sonderlinien der S-Bahn, die sogenannten Olympialinien, über den Bahn-Nordring zum 1988 stillgelegten Bahnhof Olympiastadion eingesetzt.
Nach dem viergleisigen Ausbau des Bahnhofs Donnersbergerbrücke und der Errichtung eines Kreuzungsbauwerks zwischen diesem Bahnhof und der Hackerbrücke, die beide am 20. Mai 1979 in Betrieb genommen wurden, sowie der Fertigstellung des 260 m langen Südringtunnels zwischen Heimeranplatz und Donnersbergerbrücke konnte am 1. Juni 1981 die zuvor S 10 genannte Linie nach Wolfratshausen als S 7 vollständig in das S-Bahnsystem integriert werden.
1989 verkehrten probeweise einzelne S-Bahnen mit niederländischen Doppelstockwagen über die Stammstrecke. Obwohl die Erprobung zufriedenstellend verlief, wurde insbesondere aufgrund zu langer Fahrgastwechselzeiten im Berufsverkehr von einem dauerhaften S-Bahn-Einsatz solcher Wagen abgesehen.
Um auf mehreren Außenästen einen 10-Minuten-Takt einzuführen, wurde die Leit- und Sicherungstechnik der Strecke so ertüchtigt, dass 30 Züge pro Stunde darüber verkehren können. Diese wurde am 5. Dezember 2004 in Betrieb genommen.
Mit dem Haltepunkt Hirschgarten wurde am 13. Dezember 2009 der erste Haltestellenneubau seit der Einführung der S-Bahn entlang der Stammstrecke eröffnet.
Um die Betriebsstabilität in den Wintermonaten zu gewährleisten und den Brandschutz zu erhöhen, wurden 2012 und 2013 die 27 Weichen auf der Stammstrecke mit Heizungen ausgestattet sowie Brandschutzmaßnahmen in den Tunnelbahnhöfen durchgeführt. Hierfür wurde die Stammstrecke mehrfach gesperrt.
Im August 2019 und August 2020 werden die unterirdischen Stationen der Strecke im Rahmen von Wochenendsperrpausen für insgesamt sechs Millionen Euro brandschutztechnisch ertüchtigt. Zwischen Januar und Mai 2022 sollen die Schienen im Tunnel gewechselt werden.

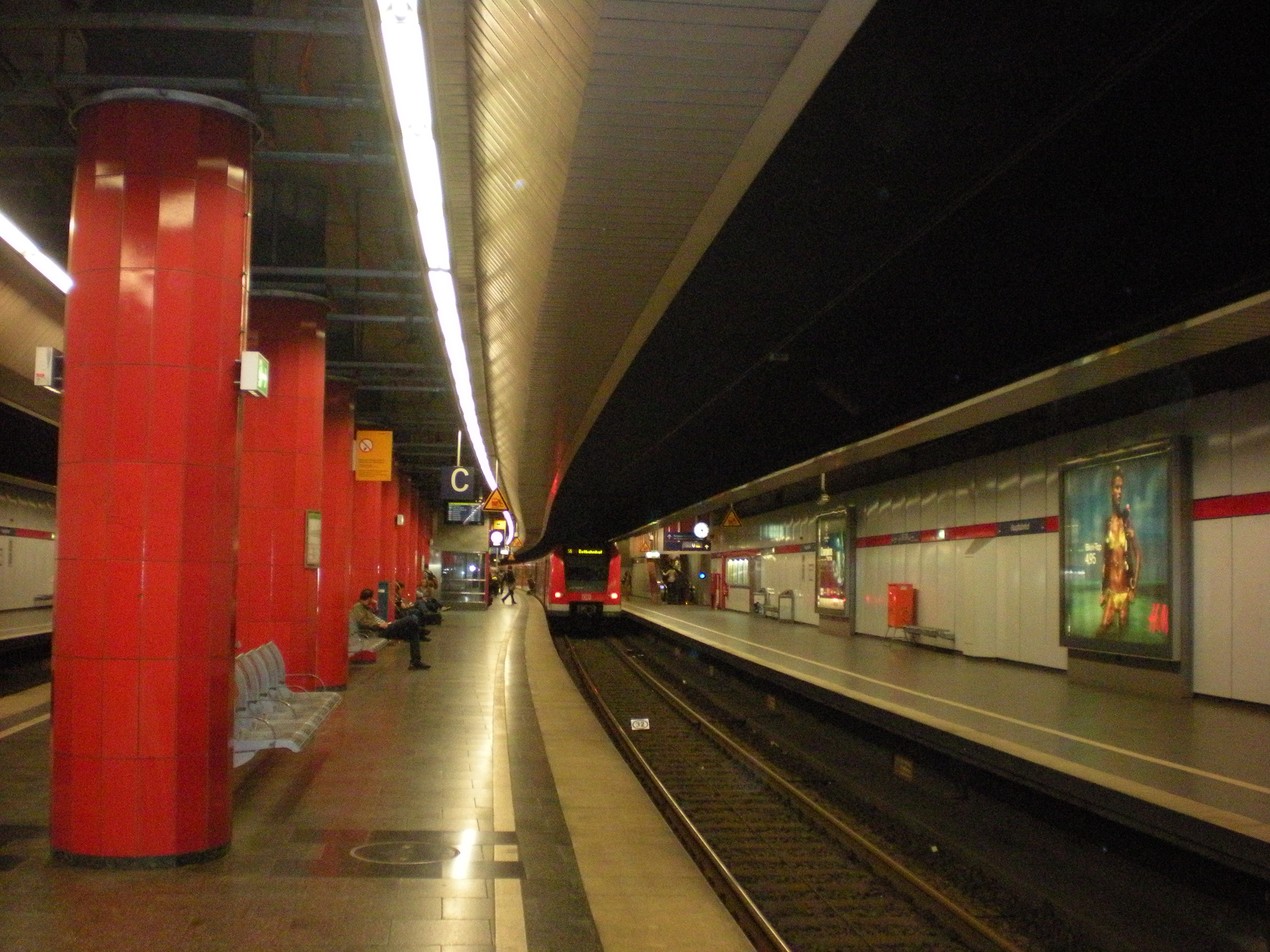
S-Bahnhof Hauptbahnhof (tief) mit S-Bahn
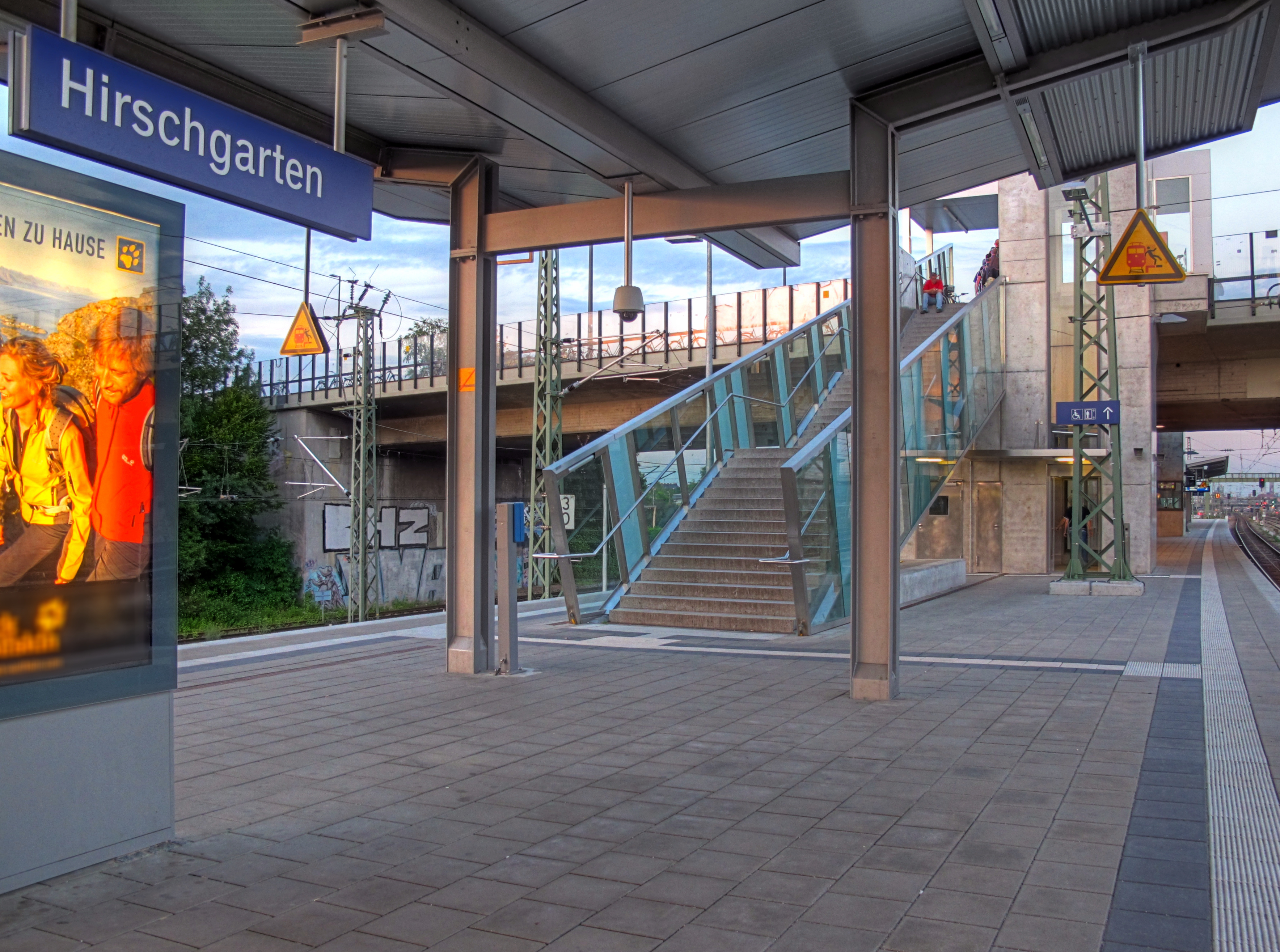
2009 eröffneter Bahnhof Hirschgarten

## Trassenverlauf
Die Stammstrecke verläuft ab Pasing nördlich der Fernbahngleise nach Osten. Kurz vor dem Bahnhof Laim überquert sie die Gleise der Bahnstrecken nach Ingolstadt und Landshut und kurz dahinter die Gleise vom Rangierbahnhof Laim zum Südring. Über den Haltepunkt Hirschgarten führt die Stammstrecke zur Donnersbergerbrücke, wo die Gleise aus Solln in die Stammstrecke münden. Kurz hinter der Hackerbrücke taucht die Bahnstrecke in den Stammstreckentunnel ab. Kurz danach wird nördlich des Hauptbahnhofs unter der Arnulfstraße der erste Tunnelbahnhof erreicht. Zwischen Hauptbahnhof und Karlsplatz verläuft die 476 Meter lange Strecke unter der Prielmayerstraße und überquert unter dem Bahnhofsvorplatz die U1/U2. Zwischen Karlsplatz und Marienplatz unterquert die Strecke die Neuhauser und Kaufingerstraße auf einer Länge von 748 Meter und überquert dabei die U4/U5 am Stachus, um dann die U3/U6 am Marienplatz zu überqueren. Der Streckenabschnitt zwischen Marienplatz und Isartor ist 735 Meter lang und verläuft unter dem Tal. Auf der 939 Meter langen Strecke zwischen Isartor und Rosenheimer Platz werden die Isar, die Museumsinsel sowie mehrere Gebäude unterquert. Zwischen Rosenheimer Platz und Ostbahnhof beträgt die Streckenlänge 1056 Meter, und die Strecke verläuft unter der Rosenheimer Straße. Nach einer Linkskurve steigt sie kurz vor dem Ostbahnhof wieder an die Oberfläche, wo der aus dem Tunnel führende Zweig die Strecke in Richtung Giesing unterquert. Hier befindet sich mit 32 Promille die stärkste Steigung der Strecke. Am Ostbahnhof endet südlich der Fernbahngleise die Stammstrecke. Der Mindesthalbmesser im Stammstreckentunnel beträgt 285 Meter. Die Höchstgeschwindigkeit beträgt auf der Tunnelstrecke 60 km/h, unter LZB-Führung bis zu 80 km/h, und außerhalb des Tunnels bis zu 120 km/h.

### Querschnitte
Das Lichtraumprofil für die Tunnel wurde aus dem Regelprofil abgeleitet und dabei die halbe Breite auf bis zu 1,90 m verkleinert. Dies ist zulässig, da besondere Fluchtwege vorhanden sind. Im Tunnel werden eingleisige und zweigleisige Querschnitte verwendet. Die kreisförmigen Röhren des eingleisigen Querschnitts haben einen inneren Durchmesser von 6,50 m und einen äußeren von 7,79 m. Der zweigleisige Querschnitt, der im Streckenabschnitt zwischen Steinsdorfstraße und Rosenheimer Platz verwendet wird, ist wenigstens 8,60 m breit und 6,05 m hoch (lichte Weite bzw. Höhe), wobei zwischen den beiden 4,70 m auseinanderliegenden Gleisen ein Schutzraum von 90 cm Breite und 2,20 m Höhe eingerichtet wurde.

## Bahnhöfe

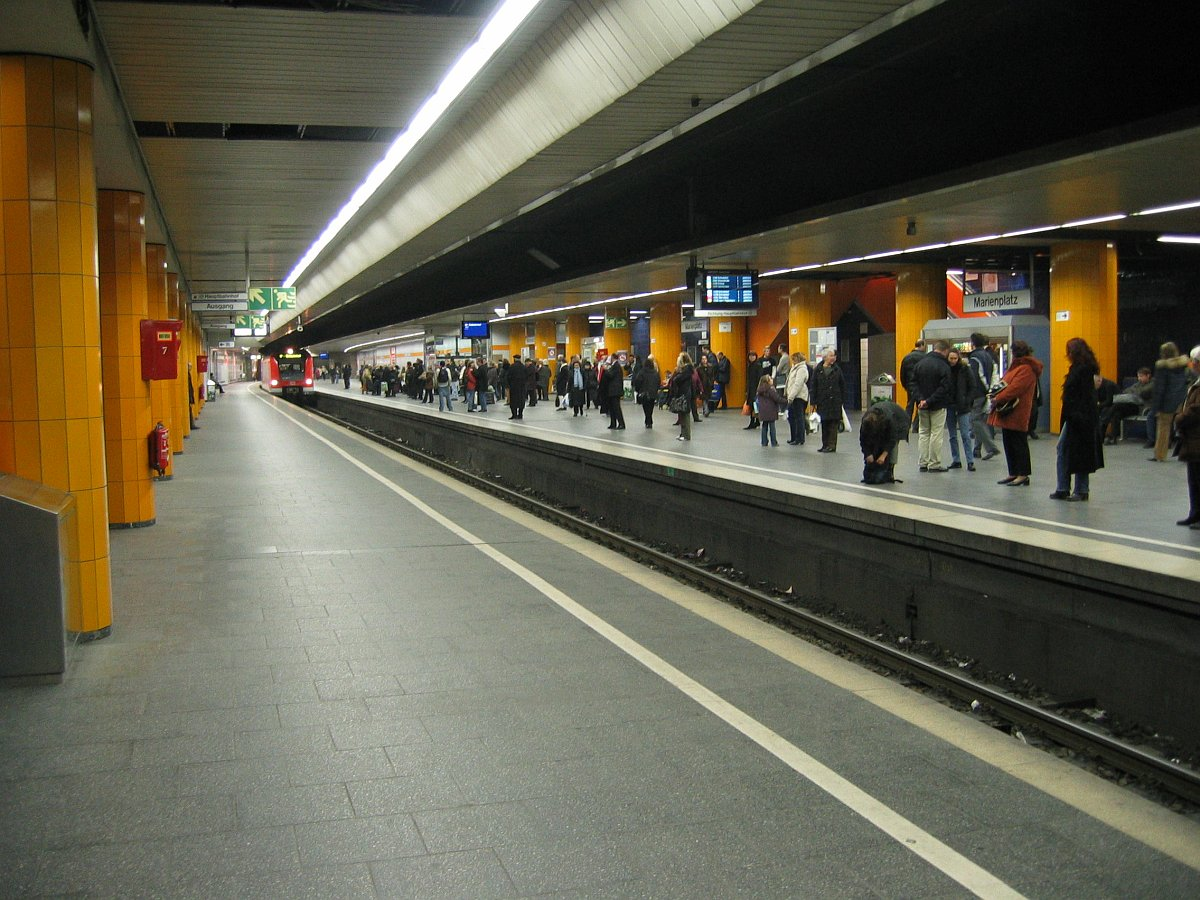
S-Bahnhof Marienplatz mit einfahrender S7 zum Ostbahnhof

An der Stammstrecke befinden sich mit dem Hauptbahnhof, dem Ostbahnhof und dem Bahnhof Pasing die drei wichtigen Fernverkehrsbahnhöfe Münchens. Der Marienplatz, an dem die in Nord-Süd-Richtung verlaufende Stammstrecke 1 der U-Bahn München kreuzt, ist zudem ein wichtiger Umsteigeknoten im städtischen Nahverkehr. Einziger Neubau einer Station in der Geschichte der Stammstrecke war der Haltepunkt München-Hirschgarten, der am 13. Dezember 2009 eröffnet wurde. Seitdem hat die Stammstrecke zehn Stationen. Die Hälfte davon sind als Tunnelbahnhöfe ausgelegt. Die Farbe der Wandpaneele der Tunnelstationen sind den Farben der olympischen Ringe nachempfunden: Hauptbahnhof (rot), Stachus (blau), Isartor (grün) und Rosenheimer Platz (gelb). Abweichend sind lediglich die Farben des Marienplatzes: Statt Schwarz wurde hier die Farbe Orange von Otl Aicher, dem Grafiker der Olympischen Spiele, gewählt.
Bis auf den Bahnhof Marienplatz sind diese sowie die Stationen Hackerbrücke und Hirschgarten zweigleisig mit Mittelbahnsteig ausgeführt. Die Haltepunkte Hauptbahnhof und Karlsplatz (Stachus) sind zusätzlich mit Außenbahnsteigen ausgerüstet. Diese Spanische Lösung ermöglicht einen schnelleren Fahrgastwechsel durch Einstieg über den Mittelbahnsteig und Ausstieg über die Außenbahnsteige. Sie wird ebenso am Haltepunkt Marienplatz angewendet. Hier liegen die zwei Streckengleise übereinander auf unterschiedlichen Höhenniveau und sind mit jeweils zwei Außenbahnsteigen ausgerüstet. Die Trennungsbahnhöfe Laim und Donnersbergerbrücke verfügen über drei bzw. vier Bahnsteigkanten. Die S-Bahn-Bereiche des Ostbahnhofes und des Bahnhofs Pasing (zuzüglich des Bahnsteigs für die S 20) umfassen fünf Bahnsteigkanten.
Die Bahnsteige sind 96 cm hoch und 210 m lang. Auf den drei Umsteigebahnhöfen sind Mittelbahnsteige von 10 bis 12 m Breite angeordnet, auf den übrigen Stationen sind 7 bis 10 m breite Mittelbahnsteige gebaut worden.

## Betrieb
Die S-Bahn-Stammstrecke wird zum Großteil lediglich von den Zügen der Baureihe 423 sowie der Baureihe 420 der S-Bahn München befahren. Lediglich am Bahnhof Donnersbergerbrücke berühren Regionalzüge der Bayerischen Regiobahn und die S 7 die Stammstrecke. Zur Entlastung der Stammstrecke wird diese seit Dezember 2024 an der Donnersberger Brücke statt auf die Stammstrecke wie die Regionalzüge zum Starnberger Flügelbahnhof des Münchner Hauptbahnhofs geführt. Bis Dezember 2013 fuhr auf diesem Stück die S 27.
Die S 20 verkehrt nicht über die Stammstrecke. Sie befährt in Pasing die im Westen parallel zur Stammstrecke verlaufende Sendlinger Spange.
Züge der Baureihe 420 fuhren bis zum Fahrplanwechsel im Dezember 2004 über die Stammstrecke. Die fehlende LZB-Sicherungstechnik führte im Anschluss zur vorläufigen Ausmusterung der Züge. Mit dem Fahrplanwechsel im Jahre 2014 kehrten die 420er zwar wieder zurück, konnten die Stammstrecke aber aufgrund der nach wie vor fehlenden LZB nur äußerst sporadisch befahren. So fuhr im Fahrplanjahr 2014/15 lediglich werktag-nachts ein Zugpaar auf der Strecke. Seit Juni 2017 fanden am Wochenende dann wieder planmäßige Einsätze der Baureihe 420 auf den Linien S 2 und S 4 über die Stammstrecke statt. Zu diesem Zeitpunkt wurde auch der Plan gefasst, weitere 21 Garnituren aus der kompletten Bundesrepublik nach München zu überführen und diese zusammen mit den bestehenden 15 Einheiten mit der LZB nachzurüsten, um die Triebwagen flexibel einsetzen zu können und gleichzeitig den Fahrzeugmangel zu entschärfen. Ab dem 18. März 2019 dann begann das zweite LZB-Zeitalter des ET 420 bei der S-Bahn München, als die ersten beiden Züge über die Stammstrecke verkehrten. Nach und nach wurden weitere frisch nachgerüstete Garnituren in den Dienst gestellt, sodass mittlerweile ein problemloser Einsatz der Baureihe 420 auf der Stammstrecke gewährleistet werden kann.
Die planmäßige Belastung der Stammstrecke stieg von 18 Zügen pro Stunde und Richtung (1972) auf 24 Züge (ab 1997) und bis 2024 30 Züge pro Stunde und Richtung an. Die Zahl der Züge pro Tag stieg dabei von 567 (1972) auf 611 (1977) auf 971 (1997) an und lag 2007 bei 950. 2024 reduzierte sich die maximale Zugzahl auf der Stammstrecke durch die Entnahme der S 7 auf 27 S-Bahnen pro Stunde.
Zum Fahrplanwechsel im Dezember 2016 wurde das „Zentrale Öffnen“ auf den Stationen der Stammstrecke eingeführt: Zwischen 6 und 22 Uhr öffnen sich die Türen haltender Züge ohne Betätigung des Türtasters grundsätzlich. Damit sollen Haltezeiten vermindert werden. Die Realisierung kostete fast eine Million Euro und nahm zwei Jahre in Anspruch.
Im Dezember 2023 wurde zum Fahrplanwechsel das Flexfahren eingeführt. Hierbei können S-Bahnen bis zu zwei Minuten vor ihrer vorgesehenen Abfahrtszeit abfahren und damit den Slot mit einem verspäteten Zug tauschen. Ziel des Flexfahrens ist eine Stabilisierung des Betriebs sowie eine erhöhte Pünktlichkeit.

### Fahrplan-Symmetrie auf der S-Bahn-Stammstrecke
Im Fahrplanjahr 2025 verkehren die Linien von Ost nach West auf der Stammstrecke in folgender Reihenfolge:
S 2, S 6, S 5, (S 2), S 3, S 4, S 1, S 8, (S 3) (in Klammern Taktverstärkerzüge)
In der Gegenrichtung fahren die Züge in umgekehrter Reihenfolge. Hierdurch wird die Voraussetzung für Über-Eck-Anschlüsse geschaffen. Diese Fahrplan-Symmetrie wurde nach einer mehrjährigen Pause mit dem Fahrplanwechsel am 12. Dezember 2004 wieder eingeführt. Mit der Inbetriebnahme des Haltes Hirschgartens Ende 2009 kam es dabei noch zu leichten Änderungen. Alle über die Stammstrecke verkehrenden Linien haben die einheitliche Symmetriezeit :00,5. Das heißt, die Summe der Ankunftsminuten von Zügen und Gegenzügen einer Linie ergibt 60,5. Diese liegt aufgrund der Pufferzeiten zu Beginn der Stammstrecke um eine Minute nach der Symmetrieminuten auf den Außenästen.

## Leit- und Sicherungstechnik
Ende der 1960er Jahre war auf den Außenästen ein S-Bahn-Takt von 20 Minuten geplant. Daraus ergab sich die Forderung einer planmäßigen Zugfolgezeit auf der Stammstrecke von 120 Sekunden, die zur Hauptverkehrszeit sogar auf 90 Sekunden verdichtet worden wäre, wobei dabei noch ein Puffer von 18 Sekunden gewährleistet werden sollte. Dabei waren Aufenthaltszeiten an den Haltepunkten Hauptbahnhof, Karlsplatz und Marienplatz von 30 Sekunden vorgesehen, an den übrigen innerstädtischen Haltepunkten von 18 Sekunden. Die Anforderung an das Signalsystem lag daher darin, bei Zugwechselzeiten von 42 bzw. 54 Sekunden eine Mindestzugfolgezeit von 72 Sekunden sicherzustellen. Ein nachfolgender Zug sollte sich einem am Bahnsteig haltenden ersten Zug nahezu lückenlos nähern können.
Da diese Leistungsanforderung mit einem Lichtsignalsystem nicht erfüllt werden konnte, wurde eine Führerstandssignalisierung mit Linienzugbeeinflussung (LZB) vorgesehen. Das System sollte nicht nur die Leistungsfähigkeit erhöhen, sondern auch die wirtschaftlichste Fahrweise ermöglichen. In einer Steuerzentrale sollte ein Rechner für jeden Zug anhand der Streckenbelegung die jeweils günstigste Fahrgeschwindigkeit errechnen und über den Linienleiter an das Führerstandsanzeigegerät übertragen. Ebenfalls sollte über die LZB erreicht werden, dass nur eine gewisse Zahl von Zügen gleichzeitig anfährt, um kurzzeitige Energiespitzen zu vermeiden.
Ein Lichtsignalsystem war als Rückfallebene sowie für in den Anfangsjahren neben der Baureihe 420 noch vorgesehene Wendezüge, die nicht mit LZB ausgerüstet werden sollten, vorgesehen.
Bereits zur Inbetriebnahme 1972 verkehrte die S-Bahn auf der Stammstrecke mit Linienzugbeeinflussung. Diese ermöglichte Mindestzugfolgezeit von 90 Sekunden und 18 Sekunden Pufferzeit. Ebenfalls 1972 ging ein Spurplan-Drucktastenstellwerk (SpDrS60) in Betrieb.
Dabei war bis Ende der 1960er Jahre noch geplant, im Bremswegabstand (unter Nutzung der selbsttätigen Zugschlussüberwachung der Fahrzeuge) zu fahren. In einer zweiten Stufe sollte die LZB auf das gesamte S-Bahn-Netz ausgedehnt, und im Endausbau, war ein vollautomatischer Betrieb mit selbsttätigen Zugfahrten und selbsttätiger Steuerung des Betriebs vorgesehen. Als Rückfallebene wurde auf der Stammstrecke auch ein konventionelles H/V-Signalsystem eingebaut, mit der die planmäßige Zugfolgezeit von 120 Sekunden eingehalten werden können sollte.
1979 war die LZB-Ausrüstung auf 100 Triebzügen der Baureihe 420 in Betrieb. Mit LZB wurden auf der Stammstrecke höhere Geschwindigkeiten (80 bzw. 120 km/h) gefahren. Aufgrund geringer Verfügbarkeit und hoher Kosten bei gleichzeitig geringem betrieblichen Nutzen wurde das System 1983 außer Betrieb genommen. Durch Optimierungen am konventionellen H/V-System konnte auch ohne LZB-Einsatz ein Durchsatz von 24 Zügen pro Stunde erreicht werden.
1991 beauftragte das Bundesverkehrsministerium den Vorstand der Deutschen Bundesbahn, die Durchlassfähigkeit der Stammstrecke durch den Einsatz einer Linienzugbeeinflussung zu erhöhen. Ziel war eine Verdichtung von drei Schwerpunktlinien auf einen 10-Minuten-Takt, entsprechend einer Steigerung von 24 auf bis zu 30 Züge je Stunde und Richtung.
Als Sicherungstechnik wurden LZB oder ETCS erwogen, entweder mit Beibehaltung des bestehenden Relaisstellwerks, sowie die Errichtung eines neuen Elektronischen Stellwerks (ESTW). In der Kombination ETCS/LZB mit ESTW wurde auch ein Verzicht auf ortsfeste Signale geprüft. 1998 fiel die Entscheidung zugunsten eines ESTW mit LZB und ortsfesten Ks-Signalen. Die Realisierung mit dem bisherigen Relaisstellwerk wurde mit der Abhängigkeit des 30 Jahre alten und hochbelasteten Stellwerks verworfen, der Einsatz von ETCS aufgrund der nicht vorhandenen Zulassung und Einsatzreife des Systems. Ortsfeste Signale sollten darüber hinaus als Rückfallebene eingebaut werden, um ein für den Betriebsablauf nicht tolerierbares Fahren auf Sicht zu vermeiden.
Im August 1998 beschlossen der Bund, der Freistaat Bayern und die Deutsche Bahn ein so genanntes 266-Millionen-Euro-Paket, in dessen Rahmen in absehbarer Zeit realisierbare Projekte zur Einführung eines Zehn-Minuten-Taktes beschlossen und Ende 1998 dazu eine Finanzierungsvereinbarung abgeschlossen. Kernpunkt war die Modernisierung der Leit- und Sicherungstechnik zwischen Pasing und Ostbahnhof, einschließlich des Einbaus einer Linienzugbeeinflussung. Zwischen 1996 und 2004 entstanden elf Lastenhefte.
Im Jahr 2000 wurde der Planungsauftrag erteilt. Parallel erfolgten Qualifizierungsanträge und Ausschreibung. 2001 erfolgten Baubetriebsplanungskonzepte, bevor 2002 die Aufträge vergeben wurden. Am 11. Januar 2003 wurden die Bauarbeiten begonnen. Die Arbeiten im Tunnel erfolgten im Rahmen von 50 Wochenendsperrungen, jeweils samstags 20:00 Uhr bis montags 4:00 Uhr. Oberirdisch wurde von der Hackerbrücke bis Pasing werktags zwischen 21:30 und 4:00 Uhr im eingleisigen Betrieb gefahren. Am 27. August 2004 ging das ESTW München im Rahmen einer 54-stündigen Sperrung der Stammstrecke in Betrieb. Am Morgen des 30. August 2004 fuhr die erste S-Bahn unter dem neuen Stellwerk über die Stammstrecke. Mitte Oktober wurden Fahrzeug- und Streckensoftware der LZB zugelassen. Die Freigabe des Gesamtsystems erfolgte am 26. Oktober 2004. Anschließend wurde der Probebetrieb unter LZB-Führung aufgenommen. Nach sechswöchigem Probebetrieb wurde am 13. Dezember 2004 der Regelbetrieb mit 27 Zügen pro Stunde und Richtung aufgenommen. Die Zugdichte wurde ab Dezember 2005 auf 30 Züge pro Stunde und Richtung erhöht.
Der mit CIR-ELKE-LZB ausgerüstete Bereich reicht von km 6,3 der Strecke 5540 bei Pasing bis km 3,7 der Tunnelstrecke 5550 kurz vor dem Ostbahnhof. Die Mindestzugfolgezeit konnte auf 96 Sekunden gesenkt werden, zuzüglich 24 Sekunden Pufferzeit. Die entscheidende Ursache für diese Leistungssteigerung liegt im Nachrücken von Zügen vor oder in Bahnsteigbereichen. Züge dürfen bis zum Bahnsteiganfang nachrücken, während ein vorausfahrender Zug noch am Bahnsteig hält. Daneben wurden die Höchstgeschwindigkeit im Tunnel von 60 auf 80 km/h angehoben und ein optimiertes Abfertigungsverfahren eingeführt. Die Blockteilung wurde hierbei mit bis zu 50 m sehr kurz gewählt. Die Streckenzentrale befindet sich in einem elektronischen Stellwerk an der Donnersbergerbrücke.
Die Arbeiten erstreckten sich über eine Länge von 11,7 km und umfassten 93 Haupt- und Mehrabschnittssignale, 43 Vorsignale, 32 Weichen, 214 Achszählpunkte und 138 Geschwindigkeitsprüfeinrichtungen sowie 345 km Kabel. Im Tunnel kamen – erstmals im Bereich der Deutschen Bahn – LED-Signale zum Einsatz. Der Steuerbezirk des Elektronischen Stellwerk (Siemens El S) ist in zwei Bereiche aufgeteilt und dem Steuerbezirk 3 der Betriebszentrale München zugeordnet.
Die seit 2002 im Fernverkehr auf der Neubaustrecke Köln-Rhein/Main eingesetzte CIR-ELKE II wurde für die speziellen Bedingungen des S-Bahn-Betriebs angepasst.
Da diese Technik nur in die neuen Züge der Baureihe 423 eingebaut wurde, endete damit im Dezember 2004 der reguläre Einsatz der Baureihe 420 in München. Die ab Dezember 2018 zur Angebotsausweitung aus Stuttgart umstationierten 38 Züge der Baureihe 420 werden nachträglich wieder mit LZB ausgestattet.

## Ausbaupläne
Die Stammstrecke soll durch den Bau eines zweiten, parallel verlaufenden Tunnels, der von Laim bis zum Leuchtenbergring führenden sogenannten Zweiten Stammstrecke, entlastet werden. Hierzu soll der Bahnhof Laim viergleisig ausgebaut werden. In Richtung Donnersbergerbrücke sollen beide Stammstrecken höhenfrei angebunden werden.
Nach Verzögerungen wurde Mitte Juni 2025 am Ostbahnhof zwei neue Elektronische Stellwerke in Betrieb genommen, die den östlichen Teil der Stammstrecke steuern sollen.
Im Zuge des 13-Punkte-Sofortprogramms für die S-Bahn plant die Bayerische Staatsregierung, die LZB-Strecke über den Bahnhof Pasing hinaus in Richtung Westen zu verlängern. Diese Maßnahme hat einen Kostenrahmen von 10 Millionen Euro.
Im Oktober 2022 wurde eine Planung (Grundlagenermittlung und Vorplanung) für ETCS als führendes Zugbeeinflussungssystem beider Stammstrecken sowie weiterer Bereiche ausgeschrieben. Das Ergebnis dieser Planungen wurde nicht öffentlich bekannt.